# Villarrubia de Santiago
Villarrubia de Santiago – miejscowość w Hiszpanii położona na płaskowyżu Stół Okani (Mesa de Ocańa), w regionie Kastylia-La Mancha.
W 2009 roku zamieszkiwało ją 2936 osób, w tym 1497 mężczyzn i 1439 kobiet.